# Festival da Canção Italiana de Coqueiro Baixo
O Festival de Canção Italiana de Coqueiro Baixo é realizado anualmente no mês de janeiro, pela Administração Municipal de Coqueiro Baixo, Rio Grande do Sul, em parceria com a comunidade. Apresenta como objetivos: valorizar a cultura italiana através da música, inserir atrações musicais que permitam captar o público jovem, dando opção à inserção em eventos culturais. Premiar e oportunizar os grupos/corais que cada vez mais se extinguem por falta de iniciativa e espaço para realizar suas apresentações, e por fim promover o turismo e lazer do município e região
O Festival da Canção Italiana iniciou em 1985, e é realizado todos os anos no mês de janeiro, no terceiro sábado. Como janeiro é um mês de férias, nossos filhos, que estão espalhados pelo mundo todo, retornam para visitar seus familiares e aproveitam o evento. Este festival surgiu em uma festa realizada na comunidade, onde alguns grupos de amigos estavam entoando canções italianas do esforço para compreender os sentimentos de angustia, de solidão e de medo que invadiu os espíritos dos imigrantes italianos. Isolados da sua pátria de origem, abandonados pela nova Pátria de adoção e sem contato com outras sociedades, os italianos viviam o abandono, a pobreza e a saudade de quem ficou na Itália e para tentar amenizar o sofrimento, aos domingos após a reza do terço, se reuniam para matar a saudade cantando músicas que até hoje são lembradas. Por fim, o Sr. Argemiro Antonio Ongaratto teve a ideia de fazer o festival da música italiana com a ajuda de Aventino Caumo e moradores da cidade. 
Na época, Coqueiro Baixo pertencia ao Município de Nova Bréscia, e lá se tinha o Festival da Mentira, o que derivou à Coqueiro Baixo passar a ter o Festival da Canção Italiana. A programação tem inicio no sábado de manhã com recepção dos convidados, grupos e corais de canto, autoridades e público em geral. Em seguida, é realizada a missa em italiano, seguida de almoço e apresentação dos grupos e corais. No final da tarde tem a entrega da premiação e no encerramento tem-se um baile. De 1985 até hoje, só em 04 anos o festival não foi realizado. São convidados grupos e corais da região, do Estado e do Brasil, que são separados na hora da apresentação. Primeiro grupos e depois corais, a banca julgadora analisa e escolhe os ganhadores. Cada grupo e coral canta uma música. As músicas são aquelas que contam histórias e o sofrimento dos nosso italianos. A Premiação é do 1º ao 3º lugar. O prêmio é um valor em dinheiro e um troféu. Os demais ganham o prêmio de participação. A festa tem o apoio da Prefeitura Municipal, que além de entrar com contrapartida financeira, mantém a infraestrutura necessária. No final da festa, após a apresentação de todos os grupos e entrega da premiação, todos sobem ao palco para cantar “A AMERICA.”.
Referências:
1. ↑  «PRÓ-CULTURA - Sistema Unificado». www.procultura.rs.gov.br. Consultado em 16 de outubro de 2024
2. ↑  «PRÓ-CULTURA - Sistema Unificado». www.procultura.rs.gov.br. Consultado em 16 de outubro de 2024